# Sant Sadurní d'Osormort
Sant Sadurní d'Osormort (em catalão e oficialmente) ou, em castelhano, San Saturnino de Osormot ou San Saturnino de Osormort, é um município da Espanha na comarca de Osona, província de Barcelona, comunidade autónoma da Catalunha. Tem 30,6 km² de área e em 2021 tinha 76 habitantes (densidade: 2,5 hab./km²).

## Demografia
| Variação demográfica do município entre 1991 e 2004[carece de fontes?] | Variação demográfica do município entre 1991 e 2004[carece de fontes?] | Variação demográfica do município entre 1991 e 2004[carece de fontes?] | Variação demográfica do município entre 1991 e 2004[carece de fontes?] |
| ---------------------------------------------------------------------- | ---------------------------------------------------------------------- | ---------------------------------------------------------------------- | ---------------------------------------------------------------------- |
| 1991                                                                   | 1996                                                                   | 2001                                                                   | 2004                                                                   |
| 74                                                                     | 74                                                                     | 81                                                                     | 91                                                                     |